# WTA German Open 1975
Il WTA German Open 1975 è stato un torneo di tennis giocato sulla terra rossa. È stata la 64ª edizione del German Open, che fa del Women's International Grand Prix 1975. Si è giocato ad Amburgo in Germania dal 19 al 25 maggio 1975.

## Campionesse

### Singolare
Renáta Tomanová ha battuto in finale  Kazuko Sawamatsu con il punteggio di 7–6, 5–7, 10–8.

### Doppio
Dianne Fromholtz /  Renáta Tomanová hanno battuto in finale  Paulina Peisachov /  Kazuko Sawamatsu con il punteggio di 6–3, 6–2.